# IRB Sevens World Series 2014-2015
Navigation
2013-2014 2015-2016
Les IRB Sevens World Series 2014-2015 sont la 16e édition des séries mondiales masculines de rugby à sept, la compétition la plus importante du monde de rugby à sept. Elle se déroule du 11 octobre 2014 au 17 mai 2015. L'équipe des Fidji est championne ; l'Afrique du Sud termine deuxième, la Nouvelle-Zélande troisième.

## Équipes permanentes
Quatorze équipes ont conservé leur statut d'équipe permanente pour cette édition ; la quinzième équipe, le Japon, gagne son statut d'équipe permanente pour cette édition après sa victoire lors du tournoi de qualification de Hong Kong 2014. Elle remplace ainsi l'équipe d'Espagne qui, en finissant dernier des équipes permanentes au classement, perd son statut d'équipe permanente.
- Afrique du Sud
- Angleterre
- Argentine
- Australie
- Canada
- Écosse
- États-Unis
- Fidji
- France
- Pays de Galles
- Japon
- Kenya
- Nouvelle-Zélande
- Portugal
- Samoa

## Étapes et évolution

### Étapes
| Tournoi      | Stade                        | Ville          | Date                | Vainqueur        |
| ------------ | ---------------------------- | -------------- | ------------------- | ---------------- |
| Australia    | Skilled Park                 | Gold Coast     | 11-12 octobre 2014  | Fidji            |
| Dubai        | The Sevens                   | Dubai          | 5-6 décembre 2014   | Afrique du Sud   |
| South Africa | Nelson Mandela Bay Stadium   | Port Elizabeth | 13–14 décembre 2014 | Afrique du Sud   |
| New Zealand  | Westpac Stadium              | Wellington     | 6-7 février 2015    | Nouvelle-Zélande |
| USA          | Sam Boyd Stadium             | Las Vegas      | 13-15 février 2015  | Fidji            |
| Hong Kong    | Hong Kong Stadium            | Hong Kong      | 27-29 mars 2015     | Fidji            |
| Japon        | Chichibunomiya Rugby Stadium | Tokyo          | 4-5 avril 2015      | Angleterre       |
| Écosse       | Scotstoun Stadium            | Glasgow        | 9-10 mai 2015       | Fidji            |
| London       | Twickenham Stadium           | Londres        | 16-17 mai 2015      | États-Unis       |

## Classement
| Qualifié pour les Jeux olympiques de 2016 et qualifié en tant qu'équipe permanente pour la saison 2015-2016 |
| Qualifié en tant qu'équipe permanente pour la saison 2015-2016                                              |
| Relégué des Sevens World Series                                                                             |
| Équipe non permanente                                                                                       |
| Abréviations : - T : tenant du titre - P : promu - Q : qualifié pour 2016-2017 via Hong Kong                |

| Pos. | Pays                      | Australie | Dubai | Afrique du Sud | Nouvelle Zélande | USA | Hong Kong | Japon | Écosse | Angleterre | Total |
| ---- | ------------------------- | --------- | ----- | -------------- | ---------------- | --- | --------- | ----- | ------ | ---------- | ----- |
| 1    | Fidji                     | 22        | 17    | 12             | 13               | 22  | 22        | 17    | 22     | 17         | 164   |
| 2    | Afrique du Sud            | 15        | 22    | 22             | 17               | 17  | 17        | 19    | 13     | 12         | 154   |
| 3    | Nouvelle-Zélande (T)      | 13        | 15    | 19             | 22               | 19  | 19        | 13    | 19     | 13         | 152   |
| 4    | Angleterre                | 17        | 10    | 10             | 19               | 12  | 10        | 22    | 17     | 15         | 132   |
| 5    | Australie                 | 10        | 19    | 17             | 12               | 13  | 13        | 7     | 10     | 19         | 120   |
| 6    | États-Unis                | 8         | 5     | 13             | 10               | 15  | 12        | 8     | 15     | 22         | 108   |
| 7    | Écosse                    | 5         | 12    | 10             | 15               | 5   | 8         | 12    | 12     | 10         | 89    |
| 8    | Argentine                 | 12        | 13    | 15             | 7                | 7   | 10        | 2     | 7      | 7          | 80    |
| 9    | Canada                    | 3         | 3     | 8              | 3                | 10  | 5         | 15    | 10     | 10         | 67    |
| 10   | Samoa                     | 19        | 8     | 2              | 2                | 5   | 15        | 5     | 3      | 5          | 64    |
| 11   | France                    | 7         | 7     | 5              | 8                | 10  | 7         | 10    | 5      | 2          | 61    |
| 12   | Pays de Galles            | 10        | 10    | 5              | 5                | 2   | 5         | 5     | 8      | 5          | 55    |
| 13   | Kenya                     | 2         | 2     | 7              | 10               | 8   | 3         | 1     | 5      | 8          | 46    |
| 14   | Portugal                  | 5         | 5     | 3              | 5                | 3   | 1         | 3     | 2      | 1          | 28    |
| 15   | Japon (P)                 | 1         | 1     | 1              | 1                | 1   | 2         | 10    | 1      | 3          | 21    |
| 16   | Brésil                    | -         | 1     | -              | -                | 1   | -         | -     | -      | 1          | 3     |
| 17   | Samoa américaines         | 1         | -     | -              | -                | -   | -         | -     | -      | -          | 1     |
| 17   | Belgique                  | -         | -     | -              | -                | -   | 1         | -     | -      | -          | 1     |
| 17   | Hong Kong                 | -         | -     | -              | -                | -   | -         | 1     | -      | -          | 1     |
| 17   | Papouasie-Nouvelle-Guinée | -         | -     | -              | 1                | -   | -         | -     | -      | -          | 1     |
| 17   | Russie (Q)                | -         | -     | -              | -                | -   | -         | -     | 1      | -          | 1     |
| 17   | Zimbabwe                  | -         | -     | 1              | -                | -   | -         | -     | -      | -          | 1     |

## Joueurs
| Rang | Joueur          | Essais |
| ---- | --------------- | ------ |
| 1    | Seabelo Senatla | 47     |
| 2    | Savenaca Rawaca | 42     |
| 3    | Semi Kunatani   | 40     |
| 4    | Carlin Isles    | 32     |
| 4    | Cameron Clark   | 32     |
| 6    | Pama Fou        | 31     |
| 7    | Joe Webber      | 30     |
| 7    | Samoa Toloa     | 30     |
| 9    | Sherwin Stowers | 29     |
| 10   | Perry Baker     | 28     |

| Rang | Joueur          | Points |
| ---- | --------------- | ------ |
| 1    | Osea Kolinisau  | 312    |
| 2    | Madison Hughes  | 296    |
| 3    | Seabelo Senatla | 235    |
| 4    | Terry Bouhraoua | 229    |
| 5    | Cameron Clark   | 218    |
| 6    | Tom Mitchell    | 216    |
| 7    | Savenaca Rawaca | 210    |
| 8    | Colin Gregor    | 207    |
| 9    | Branco du Preez | 201    |
| 10   | Semi Kunatani   | 200    |